# Ван-Єганське нафтогазоконденсатне родовище
Ван-Єганське нафтогазоконденсатне родовище – гігантське родовище у Тюменській області Росії.

## Геологічна інформація
Поклади вуглеводнів знайдені у відкладеннях різних геологічних періодів – від васюганської свити (юрський період) до покурської свити (нижня-верхня крейда). Всього на родовищі виявлено не менш ніж 30 нафтових, 10 газонафтових та 10 нафтогазоконденсатних покладів, які відносяться до пластово-склепінних, масивних та літологічно-екранованого типів. 
Колектори – пісковики з прослоями глин.
Родовищу властива висока в’язкість нафти, складність будови та висока неоднорідність більшості продуктивних пластів. Як наслідок, хоча можна зустріти відомості про загальні ресурси у 2 млрд тон нафти та належність Ван-Єганського родовища до унікальних, проте за проектом розробки до неї мають бути залучені лише 150 млн тон нафти при рівні вилучення у 42,6%, що дає видобувні запаси у 63,7 млн тон. 
Початкові запаси газу Ван-Єганського родовища за російськими категоріями А+В+С1+С2 оцінили у 105 млрд м3.

## Розробка
Родовище відкрили у 1974 році і вже у 1978-му ввели у дослідну експлуатацію, яку з 1986-го змінив етап промислового видобутку. Станом на 2009 рік коефіцієнт вилучення проектних запасів становив 16,5% (тобто вже було видобуто біля 25 млн тон нафти), при цьому свердловини працювали із обводненістю більш ніж 90%, так що при добовому видобутку пластової рідини у 226 тон на нафту припадало лише 22 тони. 
Отриманий з родовища газ спрямовується через Тюменську компресорну станцію (введена в дію у 1989 році для роботи з Тюменською групою родовищ – Ван-Єганским, Ай-Єганским, Тюменським, Новомолодіжним та Гун-Єганським) на Білозерний та Нижньовартовський газопереробні заводи. З 2010-го частину супутнього газу споживає власна газотурбінна електростанцію родовища потужністю 36 МВт (також до неї подали супутній газ сусіднього Ай-Єганського родовища).
Станом на початок 2017-го з родовища вилучили 16 млрд м3 газу.
Розробкою родовища опікується компанія «Роснафта».